# Pulau Raas
Pulau Raas är en ö i Indonesien.   Den ligger i provinsen Jawa Timur, i den västra delen av landet, 900 km öster om huvudstaden Jakarta. Arean är 35 kvadratkilometer.
Terrängen på Pulau Raas är mycket platt. Öns högsta punkt är 46 meter över havet. Den sträcker sig 4,3 kilometer i nord-sydlig riktning, och 15,7 kilometer i öst-västlig riktning.